# Cuaespinós estriolat
El cuaespinós estriolat (Leptasthenura striolata) és una espècie d'ocell de la família dels furnàrids (Furnariidae).

## Hàbitat i distribució
Habita boscos i zones arbustives de les terres baixes fins als 900 m al sud-est del Brasil.